# Mick Head
Pour les articles homonymes, voir Head.
Mickael William Head, né le 24 novembre 1961 à Liverpool, est un auteur-compositeur-interprète et musicien britannique. 
Il est surtout connu comme le chanteur et auteur-compositeur principal de Shack et de The Pale Fountains, avec son frère cadet John Head.

## Biographie
Head se fait connaître en tant que membre des Pale Fountains au début des années 1980 avec son meilleur ami Chris « Biffa » McCaffrey. Le groupe se sépare vers 1987. Peu de temps après, McCaffrey meurt d'une tumeur du cerveau.
En 1986, Head forme Shack avec son frère John à la guitare solo, Peter Wilkinson à la basse et Mick Hurst à la batterie.
Le groupe sort en 1988 l'album Zilch. L'album suivant, Waterpistol, est enregistré en 1991 au Star Street Studio de Londres, mais peu de temps après le mixage du disque, le studio brûle et le master complet est perdu. Le producteur Chris Allison (en) possède la seule copie survivante de l'album, mais ignorant qu'un incendie a détruit le studio, il laisse négligemment sa copie de la cassette dans une voiture de location alors qu'il se trouve aux États-Unis. À son retour au Royaume-Uni et après avoir appris le sort du studio, il parvient à contacter la société de location de voitures et à récupérer l'enregistrement, mais la maison de disques fait faillite et il n'y a personne pour le distribuer.
Waterpistol ne sort finalement qu'en 1995, date à laquelle Shack se sépare. Le groupe se reforme peu de temps après avec le bassiste Ren Parry et le batteur Lain Templeton et sort en 1999 H.M.S. Fable et Here's Tom with the Weather (en) (2003). Ils signent avec le label Sour Mash du guitariste d'Oasis Noel Gallagher et sortent l'album ...The Corner of Miles and Gil (en) en 2006. Un album Best Of, Time Machine, sort en 2007.
En 2008, Head reforme The Pale Fountains pour jouer quelques concerts afin de célébrer les 25 ans de la création du groupe.
Après avoir tourné un moment avec Love, Head forme le groupe Michael Head introducing The Strands, toujours avec son frère John à la guitare. En 1997, ils sortent l'album The Magical World of the Strands.
En septembre 2013, Michael Head & the Red Elastic Band sortent leur premier disque, un EP intitulé Artorius Revisited, sur Violette Records, suivi d'une édition limitée du double single 7" face A Velvets in the Dark / Koala Bears en mars 2015.
Michael Head & the Red Elastic Band sortent en octobre 2017 un album intitulé Adiós Señor Pussycat. Il atteint la première place du UK Independent Albums Chart et la 57e place du UK Albums Chart.
Début 2019, Michael Head se sépare de Violette Records et entre en studio en août de la même année avec le producteur et auteur-compositeur/musicien Bill Ryder-Jones pour commencer l'enregistrement d'un nouvel album intitulé provisoirement New Brighton Rock. Quatre des nouvelles chansons sont jouées en live pour la première fois lors du premier et unique concert live de Michael Head & the Red Elastic Band en 2019, qui s'est tenu à l'Invisible Wind Factory (en) de Liverpool. 
L'album Dear Scott sort sur Modern Sky UK en juin 2022. Il reçoit une critique 4 étoiles dans The Guardian et une critique 5 étoiles dans le magazine Mojo. L'album culmine à la 6e place du classement officiel britannique, ce qui en fait l'album le plus classé de tous les temps par Michael Head. L'album est également numéro un dans le UK Independent Chart. La sortie de l'album est suivie d'une tournée au Royaume-Uni en juin 2022. Les 11 et 16 novembre 2022 respectivement, Uncut et Mojo publient leurs listes de fin d'année des 75 meilleurs albums de 2022, où le premier classe Dear Scott, troisième meilleur et le second, meilleur album de l'année,.

## Discographie
Pour les albums avec les groupes The Pale Fountains et Shack, voir les articles correspondants.

### Avec Michael Head introducing The Strands
- 1997 : The Magical World of the Strands, LP
- 2013 : Artorius Revisited EP, 12" vinyle / CD
- 2015 : Velvets In The Dark/Koala Bears, 7" single
- 2017 : Adios Señor Pussycat, LP
- 2022 : Dear Scott, LP
- 2024 : Loophole, LP